# Benisirur, Aland
Benisirur là một làng thuộc tehsil Aland, huyện Gulbarga, bang Karnataka, Ấn Độ.